# Bart Simpson
Bartholomew Jo-Jo Simpson, mest känd som Bart Simpson, är en fiktiv rollfigur i den animerade TV-serien Simpsons, med röst av Nancy Cartwright.

## Biografi
Bart är Homer och Marge Simpsons första barn och orsaken till att de "tvingades" gifta sig. Många avsnitt i serien inleds med en scen där Bart som bestraffning i skolan måste skriva en och samma mening på svarta tavlan ett visst antal gånger. Meningens innehåll varierar och beskriver det som han bestraffas för i negerad form ("Jag ska inte...").
Namnet "Bart" är ett anagram av engelskans "brat", som på svenska betyder ungefär snorunge. Bart har jämförts med USA:s grundare, Tom Sawyer och Huckleberry Finn.
Bart har en rebellisk attityd som gjort honom till en störande elev på Springfield Elementary School. Han bråkar ofta med sin lärare Edna Krabappel och rektor Seymour Skinner och ibland även med vaktmästare Willie. Han får ofta låga betyg i skolan, något som han inte är glad för. Endast vid ett fåtal tillfällen har han fått högsta betyg. Han får anstränga sig hårt för att slippa gå om fjärde klass. Vid ett tillfälle jämförde Barts syster Lisa hans intelligens med en hamsters och kom fram till att hamstern är smartare. När han en gång fick större självförtroende, skärpte han till sig i skolan i hopp om att i framtiden bli polis. Han blev korridorvakt och fick högre betyg. Seymour Skinner misstänker att Bart har ADHD och ger honom en lugnade medicin vilket förändrar honom. Liksom de andra manliga medlemmarna i familjen Simpsons har Bart ett lågt IQ. Han har inte god tandhälsa och har haft flera hål och har även burit tandställning.
När Seymour Skinner fick sluta som rektor blev han och Bart goda vänner men de båda insåg att det skulle återgå till det normala ifall han återgick till sin rektorstjänst. Föräldrarnas behandling av sin son är olika. När Homer blir irriterad stryper han ofta Bart, medan Marge tar hand om Bart mer än Homer, och har insett att han måste få växa upp. Marge har en gång satt en sändare i Barts mobiltelefon och följde efter honom för att hindra honom att busa men förstod sedan att barnen måste få klara sig själva. Marge kallar ofta Bart för sin speciella lilla kille (special little guy).
Bart bråkar ofta med sin yngre syster, Lisa, som han ibland kallar för "Lis" men älskar henne och tillsammans upplever de mycket. Då Bart förstört något för Lisa ber han ofta om ursäkt och hon accepterar ursäkten. När Bart en gång ville åka fast för ett bus förstod Lisa det men valde att inte berätta det för Marge och Homer för hon insåg att Bart ville bli betraktad som en dålig kille. Bart frågar även ofta Lisa vad han ska göra då han har problem och försöker även skydda henne. Bart och Milhouse är oftast bästa vänner, men de har ibland blivit ovänner. Luann van Houten anser att Bart har dåligt inflytande på Milhouse och en gång fick de besöksförbud. Tillsammans utför de en del bus, men då Milhouse flyttade till Capital City under en period blev Bart bästa vän med Lisa istället. Då Bart blev kär i tjejen Jenny bytte han stil och slutade umgås med Milhouse eftersom han insåg att det skulle förstöra deras romans. Bart är allergisk mot monstersmink och smörkola. Tidigare var han inte allergisk mot räkor men är det numera.
En av Barts värsta fiender har varit Nelson Muntz, men tillsammans med skolans övriga elever fick han honom att sluta trakassera honom.
Nelson Muntz har fortsatt att ibland bråka med Bart, men Bart är ändå hans näst bästa vän. Bart är en av de största fansen till Krusty the Clown och har nästan samtliga av hans produkter i sitt rum. Tillsammans har de umgåtts en hel del även om Krusty flera gånger glömt vem Bart är. Efter att Bart satt dit Sideshow Bob för rånförsök är Sideshow Bob hans värsta fiende och han har utsatt honom för flera mordförsök. De gånger han försökt sätta dit Krusty eller Bart har han alltid åkt tillbaka till fängelset med hjälp av Bart och Lisa. Tillsammans med Lisa har han återförenat Krusty med sin far. och fått honom att komma tillbaka till TV efter att han show blev nerlagd. Bart har uppgivit att hans hjältar är i ordningen Buck, Krusty, Itchy, Scratchy, Poochie, USA:s brandmän och Homer.

### Framtid
Bart Simpson kommer att avsluta sina gymnasiestudier på Springfield High School under tiden som han är ihop med tjejen Jenda. Jenda lämnar Bart då han hellre vill gifta sig med henne istället för att ha sex med henne, men de blir senare ihop igen under en kortare period då han under en kort tid planerade att fortsätta sina studier på Yale.
Han inleder sin karriär på Kwik-E-Mart, innan han börjar jobba som byggarbetare med att riva byggnader samt på en bilskrot. Han börjar också anordna styrketävlingar, och gifter sig också två gånger. Bart blir sen ihop med Jenda igen men de skiljer sig efter att de fått två barn, han startar sen musikbandet Captain Bart and the Tequila Mockingbirds tillsammans med Ralph efter att han hoppat av DeVry Institute.
Han lånar pengar av Ned innan han flyttar in till Vita huset tillsammans med President Lisa, som skickar iväg honom på ett onödigt myndighetsuppdrag för att bli av med honom och fick henne att legalisera "det". Då han inser att hon lurat honom återvänder han till Vita huset och räddar Lisa från ett fiasko med andra stormakter. Bart träffar sen Genda igen, de gifter sig och han får två söner med henne innan han skiljer sig med henne. Han blir senare ordförande i Högsta domstolen, sin ålderdom tillbringar han på Springfield Retirement Castle. Han träffar sin stora kärlek vid 83 års ålder och avlider en minut senare. Hans kropp hamnar i en fattigmansgrav.

## Design
Bart klär sig ofta i röd kortärmad tröja och blåa kortbyxor med fickor. Han har ett par blåa skor med vita strumpor. Då han går till kyrkan, familjen ska bort eller får gäster kammas hans hår nedåt. Annars har han spikformat hår, han har ibland en röd keps. Hans hårfärg är blekt av solen till gul, men hans naturliga hårfärg är röd. I avsnittet "No Loan Again, Naturally" (säsong 20) tvingar Homer Bart att stanna inomhus så länge att Bart återfår sin naturliga hårfärg som annars bleks till gult av solen. Han äger en skateboard och bär ibland en slangbella. Bart är vänsterhänt. Bart har tillsammans med tre killar som är ett år äldre ett brännmärke i form av ett svärd på sin vänstra hand.

### Skapande
Hela familjen Simpson är utformade som att de skulle kännas igen i en silhuett. Familjen har grova drag då Matt Groening bara lämnade grundläggande skisser till animatörerna, då han förutsatt att de skulle förbättra dem. Barts första utformning hade spikformat hår med olika längd, idag är det nio spikar, med samma längd. Matt Groening ritade i svartvitt och tänkte inte på att det senare skulle bli i färg, därför är hans hårfärg samma som hudfärgen. Ingen annan fast karaktär har samma utseende som Barts hår, dock hade flera bakgrundskaraktärer det under de första säsongerna. Utformningen av Barts huvud beskrivs av regissören Mark Kirkland på samma sätt som Homer, en kaffeburk.
Olika animatörer ritar Bart på olika sätt. Regissören Jeffrey Lynch ritade först en låda, sedan ögonen, munnen, sen håret, örat och sist resten av kroppen. Matt Groening börjar med ögonen, näsan, och sen konturerna av Barts huvud. Många av animatörerna har svårt att rita Barts hår, ett trick som de använder är att först rita en linje på högersida, en på vänstersidan och sedan en i mitten. Därefter fortsätter de tills det är nio taggar. Matt Groening önskade att när Bart ritades från en vinkel uppifrån så skulle även spikar finnas i mitten av huvudet. Wes Archer och David Silverman började istället rita platt hår i mitten av huvudet och spikar runt omkring. I säsong sju (1995) episoden, "Treehouse of Horror VI", ritades Bart delvis som en datoranimering i 3D under avsnittet Homer3. Datoranimeringen gjordes av Pacific Data Images, och använder en docka som mall.

## Kända citat
- "Eat my shorts"
- "Ay Caramba"
- "Don't have a cow, man"
- "Eat my dust, dust eaters!"
- "I'm Bart Simpson, Who the hell are you?"

## Trivia
- Bart har vanligtvis nio taggar i sitt hår, Lisa har åtta taggar och Maggie har sju taggar.
- 1990 var han aktuell på topplistorna med låten "Do the Bartman", som återfinns på albumet The Simpsons Sing the Blues.

## Röst

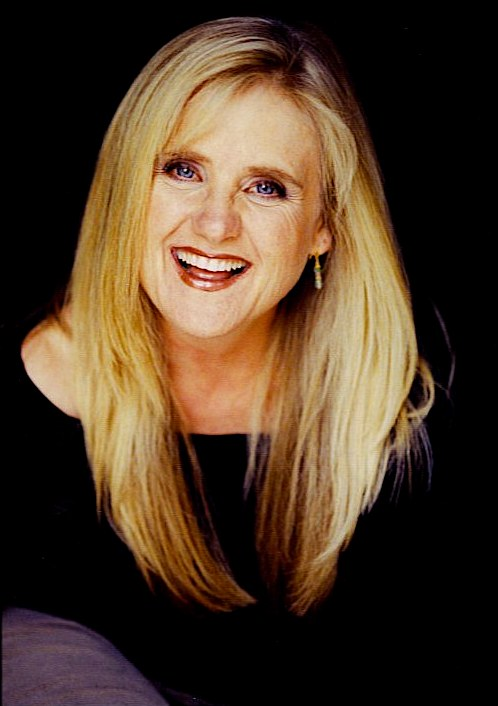
Nancy Cartwright gör Barts röst.

Rösten till Bart Simpson ges av Nancy Cartwright. Hon gör även röster till andra barnkaraktärer, däribland Nelson Muntz, Ralph Wiggum, Todd Flanders och Kearney. Rösterna till Homer och Marge Simpson gavs till Dan Castellaneta och Julie Kavner som redan var med som den ordinarie rollbesättningen i The Tracey Ullman Show. Producenterna bestämde att hålla en audition för rollerna som Bart och Lisa Simpson. Yeardley Smith provspelade ursprungligen för rollen som Bart, men Bonita Pietilä ansåg att hennes röst var för hög. Yeardley Smith fick enbart läsa två rader som Bart Simpson innan de sa 'Tack för att ni kom!' Yeardley Smith provspelade då för rollen som Lisa som hon fick istället.
Nancy Cartwright skulle provspela för rösten till Lisa Simpson den 13 mars 1987 men upptäckte under audition att Lisa inte hade en stor personlighet och provspelade istället Bart Simpson. Då Matt Groening hörde henne provspela för Bart Simpson gav han henne jobbet direkt. Nancy Cartwright är den enda av de fasta röstskådespelarna som är utbildad i röstskådespel. Nancy Cartwrights normala röst har "inga uppenbara spår av Bart". Nancy Cartwright beskriver rösten som enkel att utföra och sagt: "Vissa röster är lite mer ansträngning, men Bart är lätt att göra. Jag kan bara glida in i den utan svårighet."  Varje replik av hennes röst spelas in fem till sex gånger för att ge producenterna mer material att arbeta med. I flashforward-episoder gör Nancy Cartwright fortfarande rösten till Bart Simpson, i avsnittet Lisa's Wedding (säsong sex, 1995) förändrades Barts röst elektroniskt. Under den första säsongen av Simpsons tillät inte Fox Network henne att ge intervjuer eftersom de inte vill offentliggöra att Bart framfördes av en kvinna.
När Simpsons dubbades till svenska under en kort period 1994 dubbades Bart av Annica Smedius. Smedius dubbade även Bart i filmen om Simpsons.